# Gotthart Wunberg
Gotthart Wunberg (* 25. Dezember 1930 in Wuppertal; † 5. Februar 2020 in Tübingen) war ein deutscher Germanist, Literaturhistoriker und Kulturwissenschaftler und Professor für Neuere Deutsche Literatur an der Eberhard Karls Universität Tübingen. Von 1996 bis 2004 war er Direktor des Internationalen Forschungszentrums Kulturwissenschaften in Wien.

## Leben
Wunberg stammte aus Barmen, einem Stadtteil von Wuppertal. Er studierte Germanistik, evangelische Theologie, Pädagogik und Philosophie an der Eberhard Karls Universität Tübingen und der University of Minnesota (USA) und wurde 1957 mit der Dissertation Die Begriffe „Symbol“ und „Mythos“ bei Friedrich Creuzer zum Dr. phil. promoviert. Danach war er Lehrer für  Englisch und philosophische Propädeutik am evangelischen Landerziehungsheim Urspringschule in Schelklingen.
1962 wurde er Dozent an der niederländischen Universität Leiden. 1971 wurde er wissenschaftlicher Rat am Deutschen Seminar an der Universität Tübingen, wo er dann bis zu seiner Emeritierung Professor für Neuere Deutsche Literatur war. Außerdem war er von 1986 bis 1986 Vizepräsident der Universität. Einen Ruf nach Bonn lehnte er 1973 ab. 1987 war er Distinguished Visiting Humanities Scholar an der University of California, Los Angeles. Zu seinen Schülern gehören u. a. Alfons Backes-Haase, Moritz Baßler, Ioana Crăciun, Roland S. Kamzelak, Klaus Müller-Richter und Baal Müller.
Er war von 1996 bis 2004 Direktor des Internationalen Forschungszentrums Kulturwissenschaften (IFK) in Wien, bis 2008 Kuratoriumsmitglied des Kunsthistorischen Museums und Mitglied des International Advisory Board der Österreichischen Akademie der Wissenschaften (u. a. Kommission für Kulturwissenschaften und Theatergeschichte). Wunberg veröffentlichte mehrere Bücher mit Schwerpunkt Wiener Moderne sowie Aufsätze für Fachzeitschriften u. a. Arcadia und text + kritik. Er war zudem Herausgeber von Werken Samuel Lublinskis, des Hofmannsthal Jahrbuchs (dem weltweit wichtigsten Periodikum der Hofmannsthal-Forschung) und der Reihe „Deutsche Texte“ (dtv).

## Schriften (Auswahl)

### Monografien
- Der frühe Hofmannsthal. Schizophrenie als dichterische Struktur. Kohlhammer, Stuttgart 1965.
- Autorität und Schule. Mit einem Vorwort von Walter Dirks. Kohlhammer, Stuttgart 1966.
- Deutsche Literatur des 19. Jahrhunderts. 1830–1895. Bericht 1: 1960–1975 (= Jahrbuch für internationale Germanistik, Reihe C, Forschungsberichte, Bd. 1). In Zusammenarbeit mit Rainer Funke. Lang, Bern 1980, ISBN 3-261-04743-7.
- Wiedererkennen. Literatur und ästhetische Wahrnehmung in der Moderne. Narr, Tübingen 1983, ISBN 3-87808-594-X.
- Jahrhundertwende. Studien zur Literatur der Moderne. Narr, Tübingen 2001, ISBN 3-8233-5218-0.

### Herausgeberschaften
- hrsg.: Die literarische Moderne. Dokumente zum Selbstverständnis der Literatur um die Jahrhundertwende (= Athenäum-Paperbacks Germanistik, Band 8). Athenäum-Verlag, Frankfurt am Main 1971.
- hrsg.: Hofmannsthal im Urteil seiner Kritiker. Dokumente zur Wirkungsgeschichte Hugo von Hofmannsthals in Deutschland. Athenäum-Verlag, Frankfurt 1972.
- hrsg.: Das junge Wien. Österreichische Literatur- und Kunstkritik 1887–1902. 2 Bände, Niemeyer, Tübingen 1976.
- hrsg.: Die Wiener Moderne. Literatur, Kunst und Musik zwischen 1890 und 1910. Reclam, Stuttgart 1981, ISBN 3-15-007742-7. (Nachdruck 2000)
- hrsg. mit Dieter A. Binder: Pluralität. Eine interdisziplinäre Annäherung. Festschrift für Moritz Csáky. Böhlau, Wien 1996, ISBN 3-205-98553-2.
- hrsg. mit Moritz Baßler, Christoph Brecht, Dirk Niefanger: Historismus und literarische Moderne. Niemeyer, Tübingen 1996, ISBN 3-484-10725-1.
- hrsg. mit Horst Wenzel, Wilfried Seipel: Die Verschriftlichung der Welt (= Schriften des Kunsthistorischen Museums, Band 5). Skira, Milano 2000, ISBN 3-85497-019-6.
- hrsg. mit Horst Wenzel, Wilfried Seipel: Audiovisualität vor und nach Gutenberg. Zur Kulturgeschichte der medialen Umbrüche. (= Schriften des Kunsthistorischen Museums, Band 6). Skira, Milano 2001, ISBN 3-85497-023-4.
- hrsg. mit Lutz Musner, Eva Cescutti: Gestörte Identitäten? Eine Zwischenbilanz der Zweiten Republik. Ein Symposion zum 65. Geburtstag von Moritz Csáky. StudienVerlag, Innsbruck 2002, ISBN 3-7065-1687-X.
- hrsg. mit Lutz Musner: Kulturwissenschaften. Forschung – Praxis – Positionen (= Rombach-Wissenschaften, Edition Parabasen, Band 1). 2. Auflage. Rombach, Freiburg 2003, ISBN 3-7930-9373-5.
- hrsg. mit Dan Diner: Restitution and Memory. Material Restoration in Europe. Berghahn Books, New York/Oxford 2007, ISBN 978-1-84545-220-9.